# Synaptura
Synaptura es un género de pez de la familia Soleidae en el orden de los Pleuronectiformes.

## Especies
Se reconocen las siguientes especies:
- Synaptura albomaculata (Kaup, 1858)
- Synaptura cadenati (Chabanaud, 1948)
- Synaptura commersonnii (Lacépède, 1802)
- Synaptura megalepidoura (Fowler, 1934)
- Synaptura salinarum (J. D. Ogilby, 1910)